# Toller Cranston
Toller Cranston, född 20 april 1949 i Hamilton, Ontario, död 24 januari 2015 i San Miguel de Allende, Mexiko, var en kanadensisk konståkare.
Cranston blev olympisk bronsmedaljör i konståkning vid vinterspelen 1976 i Innsbruck.